# Nationalisme murcien
Le Nationalisme murcien est un mouvement de pensée qui affirme la Nation murcienne dans la Communauté autonome de Murcie (Espagne) et certaines zones des environs. Il défend qu’il y a un peuple défini par une histoire, langue et culture propres et communs dans tous les territoires du sud-est de la péninsule Ibérique composant la région de Murcie. 

## Présentation

Drapeau nationaliste murcien

La base identitaire de cette région méditerranéenne est l’ancien Royaume de Murcie et sa base politique récente est le Canton Murcien ou Canton de Cartagène qui a été indépendant de l’Espagne six mois lors de la Première République espagnole (1873).
Les nationalistes murciens vénèrent à Antonete Gálvez, l’artisan du Canton, et le jour de la proclamation de ce fait, le 12 juillet, est voulu de devenir le Jour de la Fête nationale murcienne. La devise nationaliste en murcien est "Murcia Llibre" (Murcie Libre). Ils demandent aussi la reconnaissance et protection de ce parler qui a presque disparu.
Aujourd'hui le Nationalisme murcien est minoritaire et les partis politiques régionalistes n'ont pas réussi puisque le sentiment d'appartenance à l'Espagne est toujours prédominant dans la Région.